# Foosland, Illinois
Foosland là một làng thuộc quận Champaign, tiểu bang Illinois, Hoa Kỳ. Năm 2010, dân số của làng này là 101 người.

## Dân số
Dân số qua các năm:
- Năm 2000: 90 người.
- Năm 2010: 101 người.